# Тільки не пиши мені про війну
Доньці («Тільки не пиши мені про війну») — вірш поета, музиканта і учасника війни Павла Вишебаби.
Вірш написано в травні 2022 року під час повномасштабного вторгнення РФ до України, під час служби Павла в ЗСУ. Протягом тижня вірш став популярним.
Вірш — відповідь на лист доньки Павла Вишебаби, яка перебувала в евакуації за кордоном, де вона питала, про що розповісти татові. У відповідь Павло написав поезію, де просить доньку не писати війну, не розказувати, як вона тікала від ракет, а краще запросити до України всіх європейців, які прихистили родину Павла та інших українців, що були змушені виїхати через війну.
Вірш перекладено англійською, французькою, польською, есперанто та 12 іншими мовами. Було знято кілька кліпів на вірш.

Перша строфа вірша:
Тільки не пиши мені про війну,
розкажи, чи є біля тебе сад,
чи ти чуєш коників і цикад,
і чи повзають равлики по в'юну.
У 2022 році вийшла дебютна збірка Павла Вишебаби під назвою "Тільки не пиши мені про війну", названа за першим рядком цього вірша. 
Також у 2022 вийшла музична композиція (виконання Павлом Вишебабою спільно зі співачкою Kola) «Доньці»